# Evgen Betetto
Evgen Betetto (Lubiana, 7 novembre 1895 – Dachau, 12 febbraio 1945) è stato un calciatore, scrittore e partigiano sloveno.

## Biografia
Nel 1910 fu cofondatore dell'Hermes, la prima squadra amatoriale di   calcio a Lubiana, con la quale giocò come attaccante centrale. In seguito fu attivo anche in seno alla SK Ilirija (più tardi NK Olimpija Ljubljana), con la quale giocò 39 partite.
La prima squadra di calcio slovena fu creata nel 1911 col nome di NK Ilirija, la quale ben presto assorbì l'Hermes. Il 23 aprile 1920 Betetto fu nominato suo vicepresidente esecutivo.
Oltre al calcio, Betetto era presente in molte altre organizzazioni sportive, soprattutto quelle di hockey. Come membro della SK Ilirija fu, assieme a Stanko Bloudek e Viktor Vodišek, promotore di un nuovo ramo della squadra per l'hockey (oggi HDD Telemach Olimpija), di fatto la prima squadra di hockey in Slovenia e in Jugoslavia.
Fu anche molto attivo come giornalista sportivo.
Come attivista del Fronte di Liberazione, venne internato nel campo di concentramento di Dachau, dove morì il 12 febbraio 1945, cioè nell'anno in cui avrebbe dovuto compiere i 50 anni.